# Lacabezonada
Lacabezonada es una localidad dentro del municipio de La Fueva, en el Sobrarbe, provincia de Huesca, Aragón, España. Antiguamente pertenecía al municipio de Toledo de Lanata.
Se encuentra a los pies de la sierra Ferrera y se accede por carretera que deriva de la N-260.
El topónimo procede de Cabecera de Lanata, dado que se está muy próximo al nacimiento del río Lanata.
El pueblo se compone de un conjunto de casas diseminadas, algunas de las cuales se agrupan en pequeños barrios. La principal actividad económica es la agricultura y la ganadería, aunque también hay turismo rural y micología.
Artísticamente destacan sus tres pequeñas ermitas, dedicadas: una a la Virgen de la Isuela y dos a san Antón.